# Никитин, Александр Иванович (Герой Социалистического Труда)
Александр Иванович Никитин (23 августа 1929 года, Шуя, Ивановская область — 30 января 1992 года, Шуя, Ивановская область) — помощник мастера прядильно-ткацкой фабрики «Шуйский пролетарий» Министерства лёгкой промышленности РСФСР, Ивановская область. Герой Социалистического Труда (1971).

## Биография
Родился в 1929 году в рабочей семье в городе Шуя. Окончил 6 классов и ремесленное училище. С 1946 года трудился помощником мастера, наладчиком станков на фабрике «Шуйский пролетарий». С осени 1946 года по комсомольской путёвке проходил военную службу на Балтийском флоте. В 1952 году демобилизовался в звании старшины второй статьи и возвратился на родину, где продолжил трудиться наладчиком станков на фабрике «Шуйский пролетарий». Позднее был назначен помощником мастера.
С 1960 года руководил отстающим производственным участком, который благодаря его деятельности вышел в передовые коллективы фабрики. Указом Президиума Верховного Совета СССР от 5 апреля 1971 года «за выдающиеся успехи в досрочном выполнении заданий пятилетнего плана и большой творческий вклад в развитие производства тканей, трикотажа, обуви, швейных изделий и другой продукции легкой промышленности» удостоен звания Героя Социалистического Труда с вручением ордена Ленина и золотой медали «Серп и Молот».
С 1973 года — заместитель директора по бытовым вопросам. В 1988 году вышел на пенсию.
Проживал в Шуе, где скончался в 1992 году. Похоронен в Шуе на кладбище Осиновая гора.
Награды
- Герой Социалистического Труда
- Орден Ленина
- Орден «Знак Почёта»